# HUNDRED LINE -最終防衛学園-
『HUNDRED LINE -最終防衛学園-』（ハンドレッドライン さいしゅうぼうえいがくえん）は、アニプレックスより2025年4月24日に発売のゲームソフト。

## 概要
ダンガンロンパシリーズの小高和剛と極限脱出シリーズの打越鋼太郎がタッグを組んだ新作で「“極限”と“絶望”」をテーマに100日戦争に立ち向かう。2024年6月18日配信の「Nintendo Direct 2024.6.18」内で発表された。

## 主なキャラクター
澄野拓海
声 - 木村太飛
厄師寺猛丸
声 - 小林親弘
雫原比留子
声 - 井上麻里奈
飴宮怠美
声 - ファイルーズあい
蒼月衛人
声 - 櫻井孝宏
川奈つばさ
声 - 佐倉綾音
丸子楽
声 - 小野賢章
九十九今馬
声 - 緒方恵美
九十九過子
声 - 伊藤梨花子
銀崎晶馬
声 - 堀江瞬
霧藤希
声 - 黒沢ともよ
大鈴木くらら
声 - 小倉唯
凶鳥狂死香
声 - 白石晴香
面影歪
声 - 浪川大輔
喪白もこ
声 - 井上喜久子
SIREI
声 - 大塚芳忠
NIGOU
声 - 大谷育江
柏宮カルア
声 - 黒沢ともよ